# 채링크로스

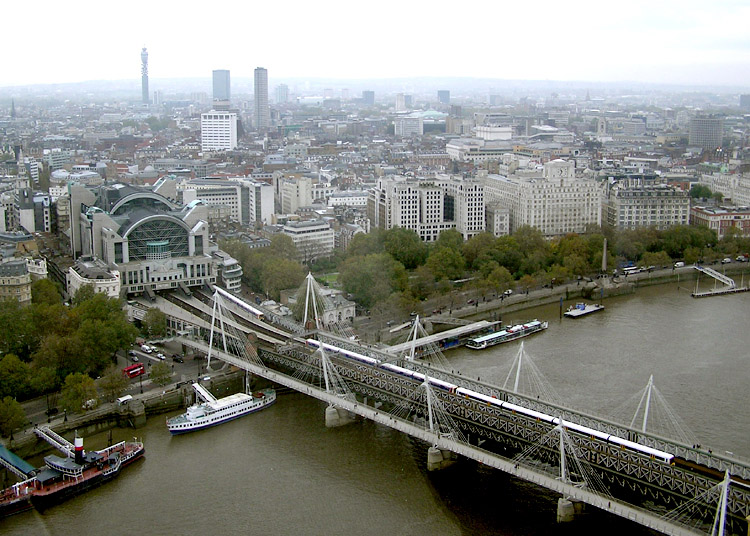
채링크로스 NRS(국립 기차)역

채링크로스(Charing Cross)는 영국 런던 도심 트라팔가 광장 동쪽에 있는 번화가이다. 그레이터런던에 위치한 웨스트민스터 시에 자리잡고 있고, 채링크로스 주변에 웨스트민스터 사원, 피카딜리 서커스, 레스터 스퀘어 등이 있다.